# 河城投毒事件
河城投毒事件（越南语：Hà Thành đầu độc）是1908年6月于越南河內发生的一起未遂的大型反法事件。事件中黄花探领导的越南地方反法势力試圖在河内的一次宴会中投放大量毒藥谋杀参会的法国駐軍，以铺垫计划中夺回河內的军事行动。事件最终因告密而敗露，并引起法國殖民政府的报复性鎮壓，涉案人员多被殖民政府处死。

## 背景

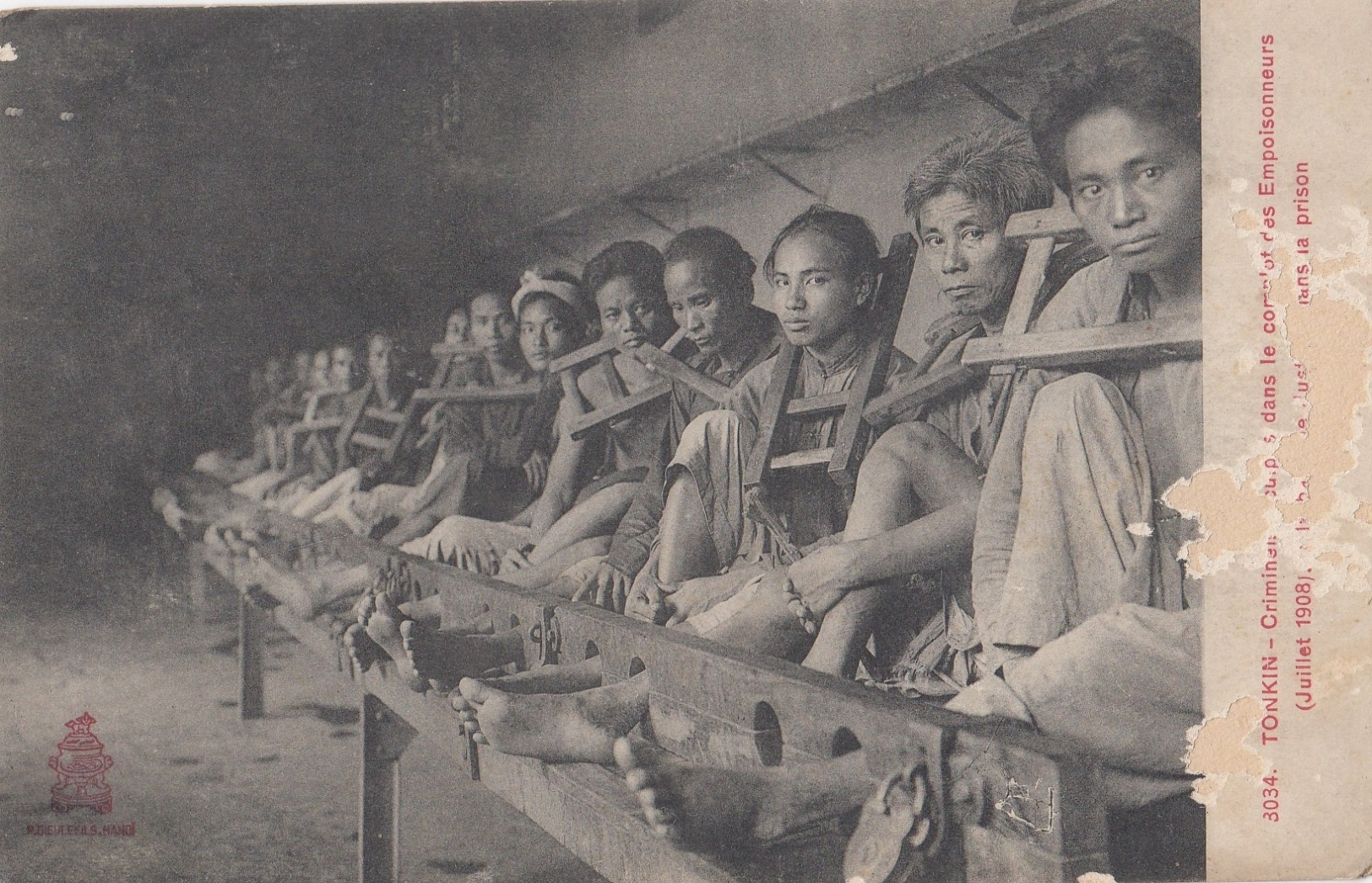
事情敗露後被捕的涉案者

1908年初，越南反法領袖之一的黃花探籌備從法國殖民政府手中奪回河內，並買通了河內城中的廚師，試圖在晚餐中下毒以謀害駐城的法軍。按照原定方案，計劃成功後，黃花探當晚即會揮軍進入河內，另外一部分軍隊將阻擋法軍從西山、北寧進發。
投毒計劃於1908年6月27日被執行。當日晚間，法軍在河內舉行派對，席上的廚師將含毒的曼陀羅花混入了食物中。然而在此期間，一名廚師去了教堂並向那裡的法國神父密告了此事，神父隨即轉告法軍，此時已有近200名法軍中毒。事後，法國殖民政府實施了戒嚴，並大舉緝捕事件涉案人員。
於河內城外守候的黃花探在此過程中遲遲沒有等到下毒成功的消息，便知計劃可能敗露，他隨即撤軍。

## 影響

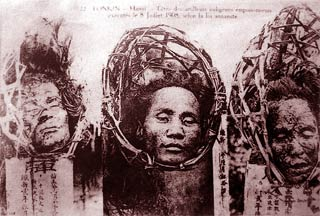
被殖民政府斬首處決的涉案人員

事件敗露後，法國殖民政府迅即將13名事件參與者送上斷頭台處以斬首之刑，又於7月再判處24人死刑。餘下的被捕人士則被處以終身監禁或流放。法軍又籍此機會，大舉緝捕反法革命黨人士，反法人士潘周楨事後被送到惡名昭彰的昆仑岛監獄。法國又指潘佩珠策動陰謀，令其流亡日本，但數年後他亦被法國拘捕坐牢。
同時，法國大舉追擊黃花探的軍團。自1909年1月至11月，雙方進行大小戰鬥近11場，黃花探多次被圍困，但均得以逃脫，直至1913年被暗殺為止。